# Malvino Salvador

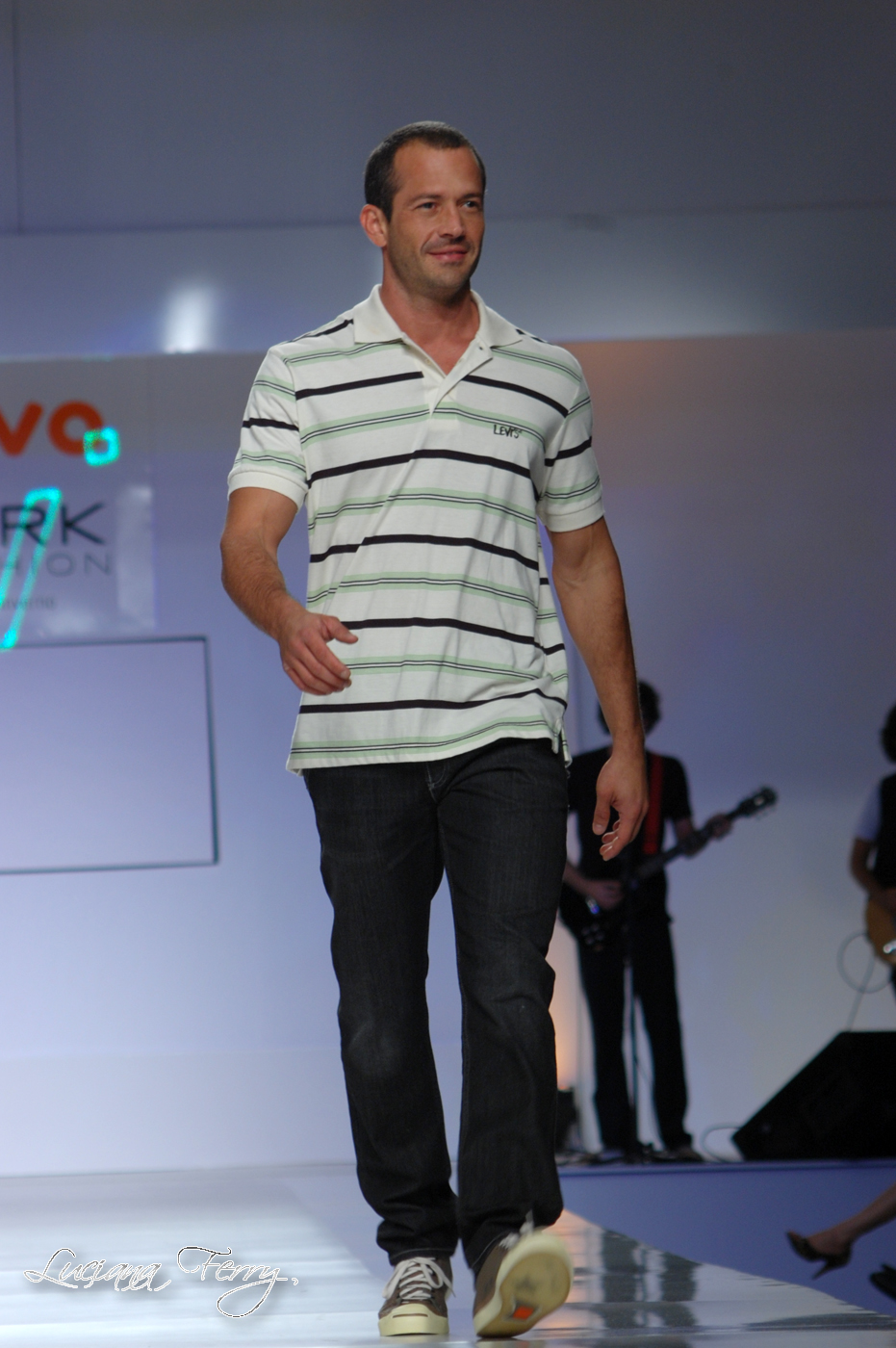
Malvino Salvador.

Malvino Ramos Salvador (ur. 31 stycznia 1976 w Manaus) – brazylijski aktor telewizyjny, filmowy i teatralny, producent filmowy i model. 

## Życiorys

### Wczesne lata
Urodził się w Manaus, w stanie Amazonas, gdzie mieszkał do 25. roku życia i był urzędnikiem bankowym. Studiował na kierunku finanse i rachunkowość na Federalnym Uniwersytecie Amazonas (UFAM) w Manaus.

### Kariera
Podczas parady w Manaus, dla zabawy, został zaproszony do São Paulo, gdzie rozpoczął pracę jako model w reklamie wyrobów Carlos Alexandre Oliveira Correa. Po castingu trafił do agencji modelek Duomo, a potem agencji BRM Models i L’Equipe, biorąc udział w sesjach zdjęciowych w czasopismach oraz w pokazach mody we Włoszech, Francji i Brazylii.
Pełnił funkcję asystenta reżysera sztuki Maii Wolf Blue Jeans (2003). Następnie wystąpił po raz pierwszy na małym ekranie w popularnej telenoweli Rede Globo Cabocla (2004), a wkrótce potem pojawił się w trzech telenowelach: Duch brata (Alma Gêmea, 2005) jako Vitório, Prorok (O Profeta, 2006) jako Camilo oraz Siedem grzechów (Sete Pecados) jako Régis Ninja.
W 2010 zagrał w dwóch spektaklach teatralnych: Pasja (Paixão de Cristo) i Kłamiący umysł (Mente Mentira) w Teatro Raul Cortez. W telenoweli Walka płci (Guerra dos Sexos, 2012) pojawił się jako bokser.
W 2012 kandydował do roli aktora porno Rogê Ferro w filmie Roge, ogniem i mieczem (Rogê, a ferro e fogo).

## Życie osobiste
Ze związku z Aną Ceolin ma córkę Sofię (ur. 19 czerwca 2009). W październiku 2019 poślubił mistrzynię świata w brazylijskim jiu-jitsu i submission fightingu – Kyrę Gracie, z którą ma dwie córki – Ayrę (ur. 8 września 2014) i Sofię (ur. 21 października 2016) oraz syna Rayana (ur. 1 września 2020).

## Filmografia

### telenowele
- 2004: Cabocla jako Tobias de Oliveira Pinto
- 2005: Bratnia dusza  (Alma Gêmea) jako Vitório Santini
- 2006: Prorok (O Profeta) jako Camilo de Oliveira
- 2007: Siedem grzechów (Sete Pecados) jako Régis Florentino (Régis Marreta)
- 2007: Napisz swoją historię (Faça Sua História) jako
- 2008: Faworytka (A Favorita) jako Damião Rosa
- 2008: Odcinek specjalny (Episódio Especial) jako Malvino Salvador
- 2009: Chłopaki i usta (Caras & Bocas) jako Gabriel Batista da Silva
- 2011: Miłość w czterech aktach (Amor Em Quatro Atos) jako Antônio
- 2011: Cienki wzór (Fina Estampa) jako Joaquim José da Silva Pereira (15 lat)
- 2012: Brazylijska (As Brasileiras) jako Sivaldo Modesto
- 2012: Walka płci  (Guerra dos Sexos) jako Rodrigo Ramirez
- 2013: Kocham życie  (Amor à Vida) jako Bruno dos Santos Araújo

### Filmy
- 2005: Noc radości (Night of Joy) jako Ele Mesmo
- 2007: Znak miasta (O Signo da Cidade) jako Gil
- 2011: Wszelki bezpański kot (Qualquer Gato Vira-Lata) jako Conrado